# Yasuo Ōtagaki
 Yasuo Otagaki (太田垣康男, né le 31 mars 1967 à Osaka, est un auteur de bandes dessinées japonais. 
Yasuo a fait ses débuts dans le magazine japonais Weekly Manga Action.
Passionné de science-fiction et de robots, il a aussi travaillé pour la télévision comme scénariste.